# Rudolf von Thadden
Rudolf Joachim von Thadden (ur. 20 czerwca 1932 we wsi Trzygłów (Trieglaff) k. Gryfic, zm. 18 listopada 2015) – niemiecki profesor nauk filozoficznych i doktor honoris causa wielu uczelni (Prof. Dr.phil et Dr. h.c. mult.), historyk, wykładowca Uniwersytetu w Getyndze.
Od 1996 doktor honoris causa Wydziału Kulturoznawstwa Europejskiego Uniwersytetu Viadrina. Odznaczony Orderem Zasługi RFN, Legią Honorową i Orderem Zasługi Brandenburgii.

## Dzieła
- Die brandenburgisch-preußischen Hofprediger im 17. u. 18. Jahrhundert. Ein Beitrag zur Geschichte der absolutistischen Staatsgesellschaft in Brandenburg-Preußen, Berlin 1959
- Restauration und napoleonisches Erbe. Der Verwaltungszentralismus als politisches Problem in Frankreich (1814-1830), Wiesbaden 1972
- Fragen an Preußen. Zur Geschichte eines aufgehobenen Staates, München 1981
- Die Hugenotten 1685-1985 (Herausgeber), München-Paris 1985
- Weltliche Kirchengeschichte. Ausgewählte Aufsätze, Göttingen 1989
- Nicht Vaterland, nicht Fremde. Essays zu Geschichte und Gegenwart, München 1989
- Brückenwege nach Europa, 2003
- Trieglaff. Eine pommersche Lebenswelt zwischen Kirche und Politik 1807–1948. Göttingen 2010
- Eine preußische Kirchengeschichte. Göttingen 2013